# 35 (број)
35 је број, нумерал и име глифа који предтсавља тај број. 35 је природан број који се јавља после броја 34, а претходи броју 36.

## У математици
- Је сложен број који се факторише на просте чиниоце као 5*7=35
- Је збир прва пет триангуларна броја, што га чини тетраедалним бројем. То заправо значи да прави тространу пирамиду са основом 5, као на слици:

## У науци
- Је атомски број брома

## У спорту
- Је број на дресу Кевина Дуранта у екипи Оклахоме
- Је био број на дресу Дерела Грифита док је наступао у екипи Јута Џез
- Је био број на дресу Андреје Милутиновића док је играо за екипу Црвене звезде
- Је дужуна трајања напада у америчкој колеџ кошарци
- Је био просечан број поена по утакмици Мајкла Џордана у НБА сезони 1987/88[1]

## Остало
- Минимални број година за особу која жели да буде кандидат за избору Сједињених држава
- Зграда са нјавећим бројем спратова у Београду је зграда Генекса - Западна капија Београда, са 35 спратова[2]